# Яковенко Валентин Іванович
Валенти́н Іва́нович Якове́нко (1859–1915) — журналіст, книговидавець і культурно-освітній діяч, популяризатор творчості Тараса Шевченка. 1910 року Яковенко видав «Кобзаря» (3-є вид., за ред. В. Доманицького); 1911 року видав найповніше, як на то час, двотомне видання творів Тараса Шевченка. Автор книг «Т. Г. Шевченко. Его жизнь и литературная деятельность» (П. 1894).